# Verordnung zur Auswurfbegrenzung von Holzstaub
Die Verordnung zur Auswurfbegrenzung von Holzstaub gilt für Errichtung, Beschaffenheit und Betrieb von staub- und späneemittierende Anlagen im Sinne des § 3 Abs. 5 Nr. 1 des Bundes-Immissionsschutzgesetzes zur Bearbeitung oder Verarbeitung von Holz und Holzwerkstoffen einschließlich der zugehörigen Förder- und Lagereinrichtungen für Späne und Stäube. Diese Verordnung gilt nicht für genehmigungsbedürftige Anlagen.
Die 7. BImSchV regelt Ausrüstung und Lagerung und gibt Emissionswerte an.